# Gerichtsamt Radeburg
Das Gerichtsamt Radeburg war in den Jahren zwischen 1856 und 1874 die unterste Verwaltungseinheit und von 1856 bis 1879 nach der Abschaffung der Patrimonialgesetzgebung im Königreich Sachsen Eingangsgericht. Es hatte seinen Amtssitz in der Stadt Radeburg.

## Geschichte
Nach dem Tod des sächsischen Königs Friedrich August II. wurde unter der Regierung von dessen Nachfolger  König Johann nach dem Vorbild anderer Staaten des Deutschen Bundes die Abschaffung der Patrimonialgesetzgebung verordnet. An die Stelle der bisher im Königreich Sachsen in Stadt und Land vorhandenen Gerichte der untersten Instanz traten die zentral gelegenen Bezirksgerichte und Gerichtsämter in nahezu allen größeren Städten. Die Details der Verwaltungsreform regelten das sächsische Gerichtsverfassungsgesetz vom 11. August 1855 und die Verordnung über die Bildung der Gerichtsbezirke vom 2. September 1856.
Stichtag für das Inkrafttreten der neuen Behördenstruktur im Königreich Sachsen war der 1. Oktober 1856. Aufgelöst wurde das Königliche Gericht Radeburg. Das neu gebildete Gerichtsamt Radeburg unterstand dem Bezirksgericht Dresden. Sein Gerichtsbezirk umfasste Radeburg, Bärwalde, Beiersdorf, Berbisdorf, Boden mit Anbau, Cunnersdorf a.d. Röder, Dobra, Ebersbach (Nieder, Ober- und Mittel-), Ermendorf, Freitelsdorf, Großdittmannsdorf, Kleinnaundorf mit neuem Anbau, Lauterbach, Lötzschen, Marschau, Medingen, Naunhof, Niederrödern, Oberrödern, Sacka, Stölpchen, Tauscha, Welxande, Würschnitz und Zschorna.
Nach der Neustrukturierung der Gerichtsorganisation gemäß dem Gesetz über die Organisation der Behörden für die innere Verwaltung vom 21. April 1873 gingen die Verwaltungsbefugnisse der Gerichtsämter 1874 auf die umgestalteten bzw. neu gebildeten Amtshauptmannschaften über.
Seitdem das bisherige königliche Gericht als königliches Gerichtsamt bezeichnet wurde, führte sein Vorstand den Titel Gerichtshauptmann.
Die Verwaltungsaufgaben des Gerichtsamtes Radeburg wurden im Zuge der Neustrukturierung der sächsischen Gerichtsorganisation gemäß dem Gesetz über die Organisation der Behörden für die innere Verwaltung vom 21. April 1873 in die im Jahre 1874 neugeschaffene Amtshauptmannschaft Dresden mit Sitz in der Stadt Dresden integriert.
1873 übernahm das Gerichtsamt Radeburg einen Teil der Aufgaben des Gerichtsamtes Moritzburg. Dies waren die Ortschaften Bärnsdorf, Cunnertswalde, Marsdorf, Neuer Anbau, Steinbach und das Moritzburger Forstrevier.
Das Gerichtsamt Radeburg wurde 1879 auf Grund des Gesetzes über die Bestimmungen zur Ausführung des Gerichtsverfassungsgesetzes im Deutschen Reich vom 27. Januar 1877 und des Gesetzes über die Zuständigkeit der Gerichte in Sachen der nichtstreitigen Gerichtsbarkeit vom 1. März 1879 durch das neu gegründete Amtsgericht Radeburg abgelöst.

## Gerichtsgebäude

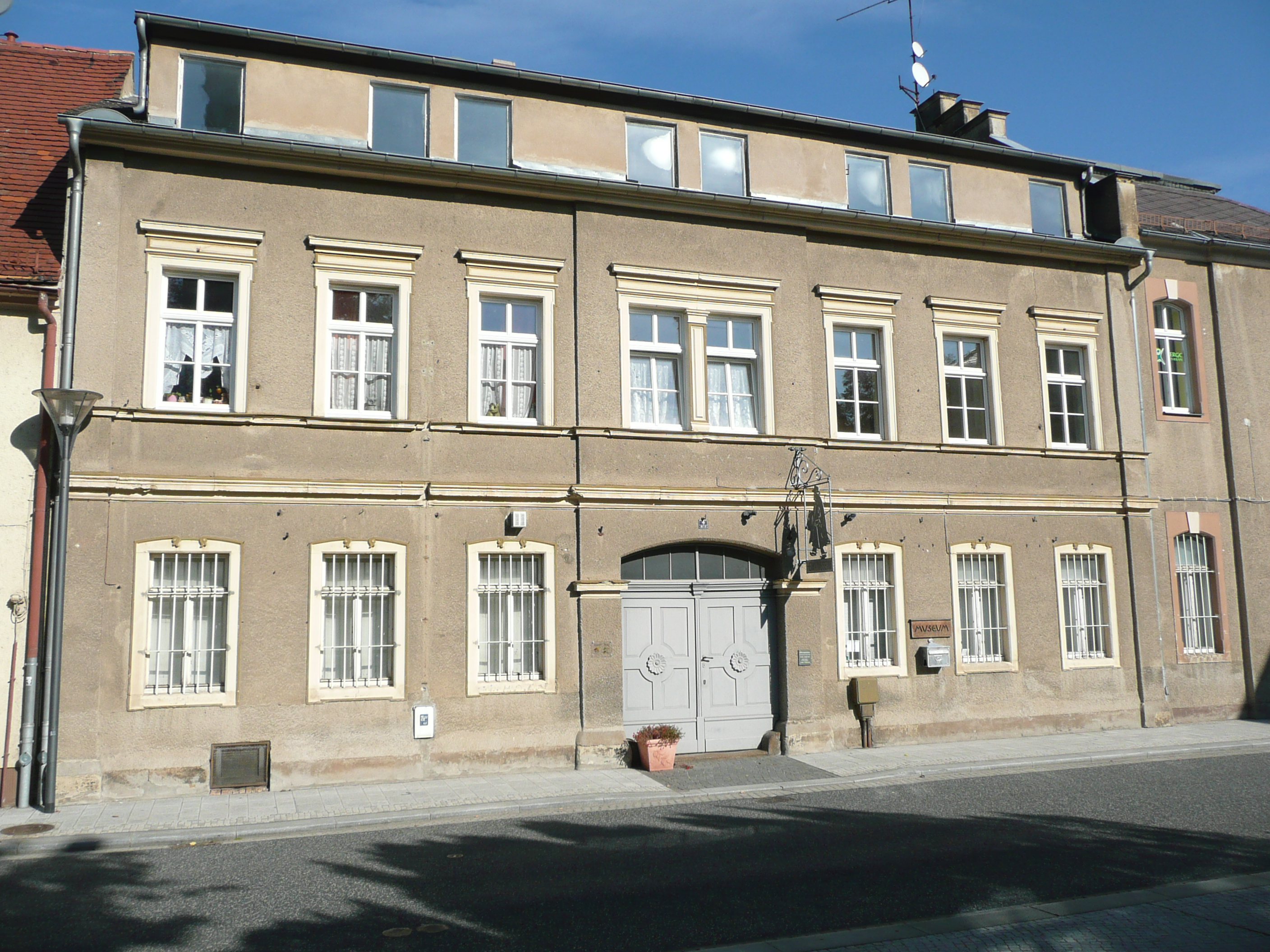
Gerichtsgebäude

Das Amtsgericht nutzte das um 1850 erbaute Gebäude des Königlichen Gerichtes (Heinrich-Zille-Straße 9). Das Hauptgebäude, ein gründerzeitlich-klassizistischer Putzbau mit einfacher mittenbetonter Fassadengliederung, im Risalit Tordurchfahrt ist baugeschichtlich und ortsgeschichtlich von Bedeutung und steht daher unter Denkmalschutz. Es wird heute als Zille-Museum genutzt.